# توني مارتن
توني مارتن (بالإنجليزية: Tony Martin)‏ (و. 1913 – 2012 م) هو ممثل، ومغني، من الولايات المتحدة الأمريكية، ولد في سان فرانسيسكو، توفي عن عمر يناهز 99 عاماً.

## وصلات خارجية
- توني مارتن على موقع IMDb (الإنجليزية)
- توني مارتن على موقع الموسوعة البريطانية (الإنجليزية)
- توني مارتن على موقع ميوزك برينز (الإنجليزية)
- توني مارتن على موقع أول موفي (الإنجليزية)
- توني مارتن على موقع قاعدة بيانات الأفلام السويدية (السويدية)
- توني مارتن على موقع إن إن دي بي (الإنجليزية)
- توني مارتن على موقع أول ميوزيك (الإنجليزية)
- توني مارتن على موقع ديسكوغز (الإنجليزية)
- توني مارتن على موقع قاعدة بيانات الفيلم (الإنجليزية)
- توني مارتن على موقع كينوبويسك (الروسية)